# Jäger des verlorenen Schatzes
Jäger des verlorenen Schatzes (englisch Raiders of the Lost Ark ‚Plünderer der verlorenen Bundeslade‘) ist ein Abenteuerfilm von Steven Spielberg und George Lucas aus dem Jahr 1981. Der mit fünf Oscars ausgezeichnete Film ist der erste Teil der Indiana-Jones-Reihe. Der Film spielte bei Kosten von 18 Millionen US-Dollar weltweit knapp 390 Millionen Dollar ein. Er lief ab dem 29. Oktober 1981 in den bundesdeutschen Kinos.

## Handlung
1936 entdeckt der Archäologieprofessor und Abenteurer Dr. Jones, genannt „Indiana Jones“ oder „Indy“, im Dschungel Perus einen mit Fallen gespickten Tempel und entwendet ein goldenes Idol. Beim Verlassen des Tempels wartet sein französischer Rivale Belloq mit Kriegern der Ureinwohner auf ihn und nimmt ihm die Figur wieder ab, Indy entkommt in letzter Sekunde mit einem Wasserflugzeug.
An seiner Universität zurück, erhalten er und Brody, der Universitätskurator, Besuch von zwei Vertretern des amerikanischen Militär-Geheimdienstes. Sie beauftragen Indy, die Bundeslade sicherzustellen, bevor sie Hitler in die Hände fällt, der sie ebenfalls suchen lässt. Um die Lade ranken sich zahlreiche Mythen – so soll eine Armee mit der Lade an ihrer Spitze unbesiegbar sein.
Nach anfänglicher Skepsis übernimmt Indy den Auftrag. Zunächst benötigt er das Kopfstück des „Stabes des Re“, eine Art Amulett, mit dessen Hilfe sich der Aufenthaltsort der Lade lokalisieren lässt. Es befindet sich im Besitz von Marion Ravenwood, der Tochter von Indys früherem Mentor und seine verflossene Liebe, die als Barbesitzerin in Nepal lebt. Indy fliegt dorthin, doch Marion nimmt es ihm übel, dass er sie vor Jahren sitzenließ, und händigt ihm das Kopfstück nicht aus. Kaum hat Indy ihre Bar verlassen, erscheinen die Nazi-Schergen um Gestapo-Major Toht, die ebenfalls das Kopfstück begehren. Bevor Toht Marion foltern kann, taucht Indy auf und ein Kampf entbrennt, in dessen Verlauf ein Feuer ausbricht. Das Kopfstück fällt in die Glut, und als Toht es an sich nehmen will, brennt sich das glühend heiße Metall in seine Hand ein. Er flieht und Indy kann die restlichen Angreifer besiegen, doch Marions Bar brennt nieder.
Mit dem geretteten Kopfstück reisen die beiden nach Kairo. Mit Belloqs Hilfe haben die Nazis unter Oberst Dietrich die antike Stadt Tanis gefunden und lassen dort nach der Lade graben. Indys alter Freund Sallah hat Einblick in die Grabungsarbeiten der Deutschen. Die Nazis sind ihnen jedoch auf der Spur. Marion wird entführt und scheint bei einer Explosion umgekommen zu sein, während Indy und Sallah mehrfach Mordanschlägen entkommen. Sallah erzählt, dass die Nazis mithilfe einer Nachbildung des Kopfstücks nach einer Halle namens „Quelle der Seelen“ graben, in der sich die Lade befinden soll. Indy lässt die Inschrift seines Kopfstücks übersetzen und erfährt, dass der Stab für das Kopfstück sechs Kadam lang sein muss. Doch auf der Rückseite des Kopfstücks steht, dass man zu Ehren des hebräischen Gottes ein Kadam abziehen muss. Da den Nazis mit der eingebrannten Narbe in Tohts Hand nur die Vorderseite des Kopfstücks zur Verfügung steht, haben sie die Länge falsch berechnet und graben an der falschen Stelle.
Nachdem Indy Belloq in einer Bar wiedergetroffen hat, gelangt er mit Sallahs Hilfe in den sogenannten Kartenraum, eine Halle mit einem Modell von Tanis und einer Öffnung in der Decke. Indy steckt einen Stab mit der richtigen Länge, mit dem Kopfstück an der Spitze, an eine bestimmte Stelle, und als die Sonne im richtigen Winkel durch die Deckenöffnung scheint, bündelt der Kristall in der Mitte des Kopfstücks die Sonnenstrahlen und beleuchtet in dem Modell der Stadt das Gebäude, in dem sich die Lade befinden soll.
Mit einigen Arbeitern findet Indy abends die Öffnung zur „Quelle der Seelen“ und die Lade, doch sie werden von Belloq und Dietrich überrascht. Diese lassen die Lade abtransportieren und schließen Indy zusammen mit Marion in dem Gebäude ein, dessen Boden mit Hunderten Schlangen bedeckt ist. Indy findet einen Ausgang und verfolgt die Wagenkolonne von Dietrich zu Pferde. Nach einer Verfolgungsjagd kann er den Lastwagen mit der Lade an sich bringen. Sallah verschafft ihm mit Marion und der Lade eine Passage auf einem Frachtschiff, doch dieses wird auf hoher See von einem deutschen U-Boot aufgebracht. Dietrich und Belloq übernehmen die Lade und bringen Marion auf das U-Boot, doch Indy gelingt es, unbemerkt an Bord zu gelangen, bevor es abtaucht.
Auf einer Insel nördlich von Kreta macht das U-Boot, von Oskar Schomburg kommandiert, in einem getarnten U-Boot-Hafen fest. Im Inneren der Insel wollen Belloq und Dietrich die Lade öffnen. Indy versucht, Marion zu befreien, indem er droht, die Lade mit einer Panzerfaust zu zerstören. Aber Belloq erkennt, dass Indy blufft und dieses wertvolle historische Artefakt nicht zerstören kann, und lässt ihn festnehmen. Abends zelebriert Belloq ein Ritual, an dem neben Dietrich und Toht auch zahlreiche Soldaten teilnehmen sowie die an einen Pfahl gebundenen Indy und Marion. Belloq, im Gewand eines Hohepriesters, spricht eine Beschwörungsformel, und zwei Soldaten heben den Deckel der Lade ab. Diese enthält jedoch nur den Staub der zerfallenen Gesetzestafeln Moses. Plötzlich explodieren alle elektrischen Geräte, und übernatürliche, geisterhafte Leuchterscheinungen schweben aus der Lade und umkreisen die Anwesenden. Indy beschwört Marion, unter keinen Umständen hinzusehen. Schließlich brechen Blitze aus der Lade hervor und zerschmelzen alle Anwesenden bis auf Indy und Marion, die mit geschlossenen Augen das Inferno überleben. Zuletzt wird der Deckel der Lade von einer gewaltigen Feuersäule hochgeschleudert, landet wieder auf der Lade und verschließt sie.
Wieder zuhause wird Indy und Brody die weitere Untersuchung der Bundeslade vorenthalten. Die Regierungsbeamten versichern ihnen, die Lade werde zurzeit von „absoluten Spezialisten“ erforscht. Tatsächlich jedoch wird die Lade in einer mit „streng geheim“ beschrifteten Holzkiste verstaut und in einem riesigen Lagerraum der Regierung mit Tausenden anderen gleichartigen Holzkisten verwahrt. Zum Schluss sind Indy und Marion wieder vereint.

## Hintergrund

### Idee zur Reihe und Fortsetzungen
Die Idee stammt ursprünglich von George Lucas, der sie nicht selbst verwirklichen konnte, da er sich auf seine Star-Wars-Trilogie konzentrierte. Ursprünglich wollte Steven Spielberg einmal bei einem James-Bond-Film Regie führen. George Lucas überredete ihn jedoch, stattdessen die Indiana-Jones-Filme zu drehen.
Wegen des großen Erfolges dieses ersten Films wurden vier Fortsetzungen gedreht: Indiana Jones und der Tempel des Todes (1984), Indiana Jones und der letzte Kreuzzug (1989), Indiana Jones und das Königreich des Kristallschädels (2008) und Indiana Jones und das Rad des Schicksals (2023). In Königreich des Kristallschädels spielt wieder eine Szene in der Halle, in welcher die Lade am Ende dieses Films eingelagert wurde: die Holzkiste ist dort kurz zu sehen. Die Filme wurden von Spielberg inszeniert und von George Lucas produziert. Lucas hatte zunächst Bedenken wegen der Besetzung der Rolle mit Harrison Ford, da dieser schon in seinem Star-Wars-Epos eine tragende Rolle gespielt hatte. Am 15. März 2016 kündigte Disney den Kinostart eines fünften Teils an, der nach mehrmaligen Verschiebungen im Juni 2023 angelaufen war. Harrison Ford spielt in Indiana Jones und das Rad des Schicksals zum letzten Mal die Rolle des abenteuerlustigen Archäologen, die Regie übernahm diesmal James Mangold (Logan – The Wolverine), nachdem sich der anfangs vorgesehene Steven Spielberg als Regisseur vom Projekt zurückzog, aber als ausführender Produzent weiterhin involviert bleibt.
1992 und 1993 produzierte George Lucas eine Fernsehserie über die Kindheits- und Jugenderlebnisse von Indiana Jones mit dem Titel Die Abenteuer des jungen Indiana Jones. Sein Ziel war es, dem TV-Publikum damit Geschichtsunterricht zu geben. Dementsprechend wurde wenig Wert auf Action gelegt. Der Serie war mehr Ansehen als Einschaltquoten beschieden, daher entstanden lediglich zwei Staffeln.

### Dreharbeiten
Für die Szene mit dem deutschen U-Boot wurde dasselbe Modell verwendet wie in der Romanverfilmung Das Boot.
Lucas brachte, wie häufig, Anspielungen auf andere seiner Filme unter: Das Fluchtflugzeug am Anfang des Films trägt die Bezeichnung „OB CPO“ in Anspielung auf Obi Wan Kenobi und C-3PO und in einer Szene in der Quelle der Seelen sieht man im Hintergrund eine Hieroglyphe mit R2-D2 und C-3PO.
Als Drehort für die Schluss-Szene diente die City Hall in San Francisco.

### Besetzung
Mehrere Schauspieler wurden für die Rolle des Archäologen gecastet, darunter Tim Matheson, Peter Coyote und Tom Selleck. Tom Selleck war Spielbergs Favorit, er hatte jedoch schon einen Vertrag für die Serie Magnum. Der Schauspieler Nick Nolte lehnte die Rolle ab. Harrison Ford wurde von George Lucas zunächst als Darsteller des Indiana Jones abgelehnt. Erst als Tom Selleck nicht für die Rolle engagiert werden konnte, entschied man sich für Ford. Selleck spielte 1988 in einer Magnum-Folge mit Hut und Peitsche eine Parodie auf Indiana Jones – deutscher Titel: Eine Legende lebt (RTL) bzw. In der Höhle des Todes (ARD).
Dem deutschen Schauspieler Klaus Kinski wurde die Rolle des Major Arnold Toht angeboten. Er lehnte jedoch ab: „Das Drehbuch war genauso dümmlich beschissen wie so viele andere Filme dieser Art.“ Er entschied sich stattdessen für den Schlangenthriller Die schwarze Mamba, bei dem er eine höhere Gage erhielt. Der Darsteller Vic Tablian ist in zwei Rollen zu sehen: als Barranca in der Anfangsszene und als der Affenmann in Kairo. Auch Pat Roach hat eine Doppelrolle: als Tohts Handlanger in Marions Bar in Nepal und später als Mechaniker, der gegen Indiana Jones kämpft. Er ist auch in den beiden darauf folgenden Filmen zu sehen. In der Anfangsszene ist der englische Schauspieler Alfred Molina in seiner ersten Filmrolle zu sehen.
Der Produzent Frank Marshall ist als Pilot in einem Cameo-Auftritt in der Flugzeugsequenz zu sehen. Er übernahm diese Rolle, da das Stuntteam an diesem Tag krank war. Für seine kurze Rolle musste Marshall drei Tage in einem heißen Cockpit drehen. Dennis Muren, der für die Spezialeffekte zuständig war, hat ebenfalls einen Cameo im Film: Er ist kurz in dem Flugzeug zu sehen, mit dem Indiana Jones nach Nepal fliegt.

### Historische Inkonsistenzen
Zu Beginn des Films erklärt Marcus Brody, dass die Bundeslade der Bibel zufolge in der Lage sei, Berge einzuebnen. Eine solche Aussage findet sich in der Bibel jedoch nicht. Zudem wird erwähnt, dass die Lade etwa 1000 v. Chr. verschwunden sei, tatsächlich ging sie wohl bei der Eroberung von Jerusalem (587/586 v. Chr.) verloren.
Im Film wird erwähnt, dass die Nazis Tanis entdeckt hätten. Tatsächlich wurde die Stadt bereits 1860 durch Auguste Mariette erforscht.
Das Nurflügel-Flugzeug der Deutschen Luftwaffe in Tanis hat real so nie existiert, das Design basiert auf einer H VII, einer Konstruktion gegen Kriegsende der Gebrüder Horten.

### Kulturelle Anspielungen
Die Szene, in der Jones die Goldstatue durch einen mit Sand gefüllten Beutel ersetzen will, um die Falle zu überlisten, wurde unter anderem in Folge 6 der fünften Staffel der Serie Scrubs aufgegriffen, ebenso in Folge 23 der dritten Staffel der Simpsons sowie in dem Adventure Runaway: A Twist of Fate des Entwicklers Péndulo Studios aus Spanien. Bei Scrubs ist ein goldener Tumor das Objekt der Begierde, bei den Simpsons eine Spardose und bei Runaway ein goldener Filmpreis. Letzteres kann auch in der Mediensektion der offiziellen Runaway-3-Website angesehen werden. Auch Weird Al Yankovic parodierte die Szene zu Beginn seines Filmes UHF – Sender mit beschränkter Hoffnung.
In Folge 4 (Ostereier im Juni; Originaltitel: The Raiders Minimization) der siebten Staffel von The Big Bang Theory wird von Amy festgestellt, dass die Rolle des Indiana Jones völlig unerheblich für die Story des Films sei; auch ohne Indiana Jones hätten die Nazis die Bundeslade gefunden, sie auf eine Insel geschafft, dort geöffnet und wären dann durch sie getötet worden. Howard fällt aber ein, dass Amy nicht berücksichtigt, dass Indiana Jones dann nicht vor Ort gewesen wäre, um die Lade zu sichern. Eine zweite Expedition der Nazis hätte die Bundeslade dann nach Deutschland bringen können.
Die Goldstatue aus den Anfangsszenen des Films findet man auch als den „Unglücksbringer“ in der Cartoonserie Happy Tree Friends wieder.
Die durch den Film bekannt gewordene Interpretation der Bundeslade beruht auf Illustrationen zum Alten Testament des französischen Malers und Grafikers James Tissot (1836–1902).

## Kritiken
Jäger des verlorenen Schatzes gilt als Filmklassiker, was sich auch in den Auswertungen US-amerikanischer Aggregatoren widerspiegelt. So erfasst Rotten Tomatoes fast ausschließlich wohlwollende Besprechungen und ordnet den Film dementsprechend als „Zertifiziert Frisch“ ein. Metacritic ermittelt aus den vorliegenden Bewertungen „Allgemeines Kritikerlob“. Und They Shoot Pictures, Don’t They? zählt den Film zu den 300 angesehensten Werken der Filmgeschichte.

„Ein aufwendiger Abenteuerfilm, der mit kalkuliertem Raffinement Actionspannung und Effekte en masse miteinander verquickt.“

„Die Versuppung und Versaftung der störenden Erdbevölkerung unter Schonung archäologischer wertvoller Truhen hat im Kino begonnen. Zum Schutz vor dem Strahlentod braucht man nicht einmal mehr eine Aktentasche oder Alu-Folie, wie es uns Regierungsbroschüren von einst und jetzt empfehlen. Augenschließen genügt. ‚Augen zu und durch‘ – wer diesen Rat im Kino befolgt, versäumt nicht einmal viel.“

„Das Schöne an Jäger des verlorenen Schatzes ist seine wunderbare Verbindung von (damaliger) Gegenwart und Vergangenheit. Der Film ist grundsätzlich im Stil klassischer Abenteuerfilme gehalten, aber durch diesen wirklich originell interpretierten Charakter des Indiana Jones bekommt das Werk eine zeitlose Dimension. Auch in der Neuzeit hat der Film nichts von seiner Faszination verloren, da er thematisch sowieso in den Mittdreißigern angelegt ist. Der legendäre Filmscore von John Williams unterstützt die abenteuerliche Stimmung perfekt.[…] Der Abenteuer-Klassiker zementierte 1981 Harrison Fords Superstarruhm, den er bis in die Gegenwart verteidigen konnte. Nicht ohne Grund: Der Film ist schlicht und einfach perfekte, zum Kult aufgestiegene Unterhaltung und Ford die Idealbesetzung.“

“Seeing Raiders is like being put through a Cuisinart – something has been done to us, but not to our benefit.”

„Jäger anzuschauen ist wie mit einer Küchenmaschine bearbeitet zu werden – irgendetwas wurde mit uns gemacht, aber nicht zu unserem Vorteil.“

## Heimkinoerstauswertung
1981/1982 erschien unter der Leitung der Firma marketing-film eine erste Version für das Schmalfilmheimkino, die über die amerikanische Filiale in New York auch in englischer, spanischer und französischer Fassung erhältlich war. Diese Ausgabe mit ausgewählten Szenen hatte eine Laufzeit von nur 15 Minuten und wurde dem Film nicht gerecht. Zwar enthielt sie das Handlungsgerüst, aber die kurze Laufzeit bewirkte einen hastigen action-non-stop-Eindruck. Ein halbes Jahr später sollte ein sogenannter Dreiteiler, also eine 3×110-m-Fassung mit einer Gesamtlaufzeit von ca. 45 Minuten folgen. Für diese geplante Veröffentlichung im Jahr 1983 existieren amerikanische Flyer, aber wegen des starken Aufkommens der Videokassetten verabschiedete sich das Unternehmen marketing-film endgültig aus dem Super-8-Geschäft.
Die erste Videoauswertung erfolgte erst 1984.

## Deutsche Fassungen
Die deutsche Synchronisation der ersten Fassung entstand im Auftrag der Berliner Synchron nach einem Dialogbuch und unter Dialogregie von Arne Elsholtz.
Am 7. Oktober 2009 wurde der Film im deutschen Pay-TV Sky Deutschland erstmals in HD und mit 5.1-Ton ausgestrahlt. Es wurde eine komplette Neusynchronisation vorgenommen. Abgesehen von Wolfgang Pampel (Indiana Jones) und Mogens von Gadow (Marcus Brody) wurden sämtliche Nebenrollensprecher neu besetzt.
Auf der im September 2012 erschienenen Blu-ray des Films sind die alte und neue Synchronisation enthalten.
| Figur                     | Darsteller       | Deutscher Sprecher    | Deutscher Sprecher (2009) |
| ------------------------- | ---------------- | --------------------- | ------------------------- |
| Dr. Henry „Indiana“ Jones | Harrison Ford    | Wolfgang Pampel       | Wolfgang Pampel           |
| Marion Ravenwood          | Karen Allen      | Christina Hoeltel     | Cathlen Gawlich           |
| Dr. René Belloq           | Paul Freeman     | Hermann Ebeling       | Patrice Luc Doumeyrou     |
| Major Arnold Toht         | Ronald Lacey     | Wolfgang Spier        | Gerald Schaale            |
| Sallah                    | John Rhys-Davies | Michael Chevalier     | Uli Krohm                 |
| Dr. Marcus Brody          | Denholm Elliott  | Mogens von Gadow      | Mogens von Gadow          |
| Oberst Dietrich           | Wolf Kahler      | Christian Rode        | Oliver Stritzel           |
| Gobler                    | Anthony Higgins  | Arne Elsholtz         | Patric Tavanti            |
| Colonel Mussgrove         | Don Fellows      | Erich Nieswandt       | Hasso Zorn                |
| Major Eaton               | William Hootkins | Friedrich G. Beckhaus | Lutz Schnell              |
| Captain Katanga           | George Harris    | Hartmut Reck          | Michael Iwannek           |

## Auszeichnungen und Ehrungen
Indiana Jones gehört laut der IMDb-Umfrage zu den 26 besten Filmen aller Zeiten. Das American Film Institute wählte die Figur des Indiana Jones auf Platz zwei der größten Filmhelden und den Film auf Platz 60 der 100 besten amerikanischen Filme aller Zeiten. Außerdem wurde der Film 1999 ins National Film Registry aufgenommen, in dem als besonders erhaltenswert geltende US-amerikanische Filme verzeichnet sind.
Oscar 1982
- Bestes Szenenbild für Norman Reynolds, Leslie Dilley und Michael D. Ford
- Beste visuelle Effekte für Richard Edlund, Kit West, Bruce Nicholson und Joe Johnston
- Bester Schnitt für Michael Kahn
- Bester Ton für Bill Varney, Steve Maslow, Gregg Landaker und Roy Charman
- Sonderoscar für Bester Schnitt (Toneffekte) für Ben Burtt und Richard L. Anderson
- Nominierung in der Kategorie Bester Film für Frank Marshall
- Nominierung in der Kategorie Beste Regie für Steven Spielberg
- Nominierung in der Kategorie Beste Kamera für Douglas Slocombe
- Nominierung in der Kategorie Beste Filmmusik für John Williams

Golden Globe 1982
- Nominierung in der Kategorie Beste Regie für Steven Spielberg

British Academy Film Awards 1982
- Bestes Szenenbild für Norman Reynolds, Leslie Dilley und Michael D. Ford
- Nominierung in der Kategorie Bester Nebendarsteller für Denholm Elliott
- Nominierung in der Kategorie Beste Filmmusik für John Williams
- Nominierung in der Kategorie Beste Kamera für Douglas Slocombe
- Nominierung in der Kategorie Bester Schnitt für Michael Kahn

Saturn Award 1982
- Bester Fantasyfilm
- Beste Regie für Steven Spielberg
- Bestes Drehbuch für Lawrence Kasdan
- Bester Hauptdarsteller für Harrison Ford
- Beste Hauptdarstellerin für Karen Allen
- Beste Musik für John Williams
- Beste Spezialeffekte für Richard Edlund
- Nominierung in der Kategorie Bester Nebendarsteller für Paul Freeman